# Roy Powell
Roy Powell (* 2. Oktober 1965 in Langham, Rutland) ist ein britischer Jazz-Pianist, Organist and Komponist.  
Powell wuchs in Kanada auf und studierte Musik in Manchester; er wurde durch sein erstes Album A Big Sky bekannt, das 1994 erschien. Powell arbeitet vorwiegend mit eigenen Formationen in Skandinavien und spielte u. a. mit  Anthony Braxton, Terje Rypdal, Art Farmer, Eddie Daniels, Arild Andersen und Vince Mendoza. Als Organist arbeitet er außerdem mit seinem Trio Blue Sonic Fuel mit Staffan William-Olsson und Andreas Bye. In seinem Quartett spielte 1998 der Bassist Arild Andersen (North by Northwest); 2003 spielte er im Trio mit dem Bassisten Terje Gewelt und dem Schlagzeuger Jarle Vespestad (Solace).
Seine Komposition „Bow Out“ wurde von dem US-amerikanischen Choreographen Val Caniparoli für ein Ballett (Bow Out) mit den Ballett-Kompanien von Oakland, Richmond, Cincinnati und Florida verwendet.

## Diskographische Hinweise
- A Big Sky (Totem)
- Holus (Resonant)
- North by Northwest (Nagel Heyer, 1998) mit Arild Andersen
- Solace (Nagel Heyer, 2003) mit Terje Gewelt
- Peak Experience Trio (Totemic)
- Anthony Braxton Composition No.175/No.126 (Leo 2006)
- Rendezvous:Live in London (Nagel Heyer, 2007)